# Forestiana abrolhensis
Forestiana abrolhensis is een krabbensoort uit de familie van de Xanthidae. De wetenschappelijke naam van de soort is voor het eerst geldig gepubliceerd in 1931 door Montgomery.